# Alex Box Stadium at Skip Bertman Field
Pour l’article homonyme, voir Alex Box Stadium.
Le Alex Box Stadium at Skip Bertman Field, dit Alex Box Stadium, est un stade de baseball de 10 326 places situé à Baton Rouge dans l'État de Louisiane. Il est officiellement inauguré le 20 février 2009. C'est le domicile des Tigers de LSU, club de baseball de l'université d'État de Louisiane. 
Le stade a été nommé ainsi en l'honneur du premier lieutenant Alex Box (ancien joueur des Tigers, et a été tué en 1943 à l'âge de 22 ans alors qu'il combattait en Afrique du Nord pendant la Seconde Guerre mondiale),, et de Skip Bertman (en) (ancien entraîneur et directeur sportif des Tigers entre 1984 et 2008).

## Histoire
La construction du nouveau stade a coûté 37,8 millions de dollars. La rencontre inaugurale se déroule le 20 février 2009, les Tigers de LSU affronte les Wildcats de Villanova devant 9 054 spectateurs. Les Tigers remportent la rencontre par un score de 12-3. Le 17 mai 2013, le stade est renommé Alex Box Stadium at Skip Bertman Field.
Le record d'affluence du stade est établie, le 16 février 2018, lorsque 12 844 spectateurs lors d'une rencontre entre les Tigers de LSU et le Fighting Irish de Notre-Dame.

## Galerie

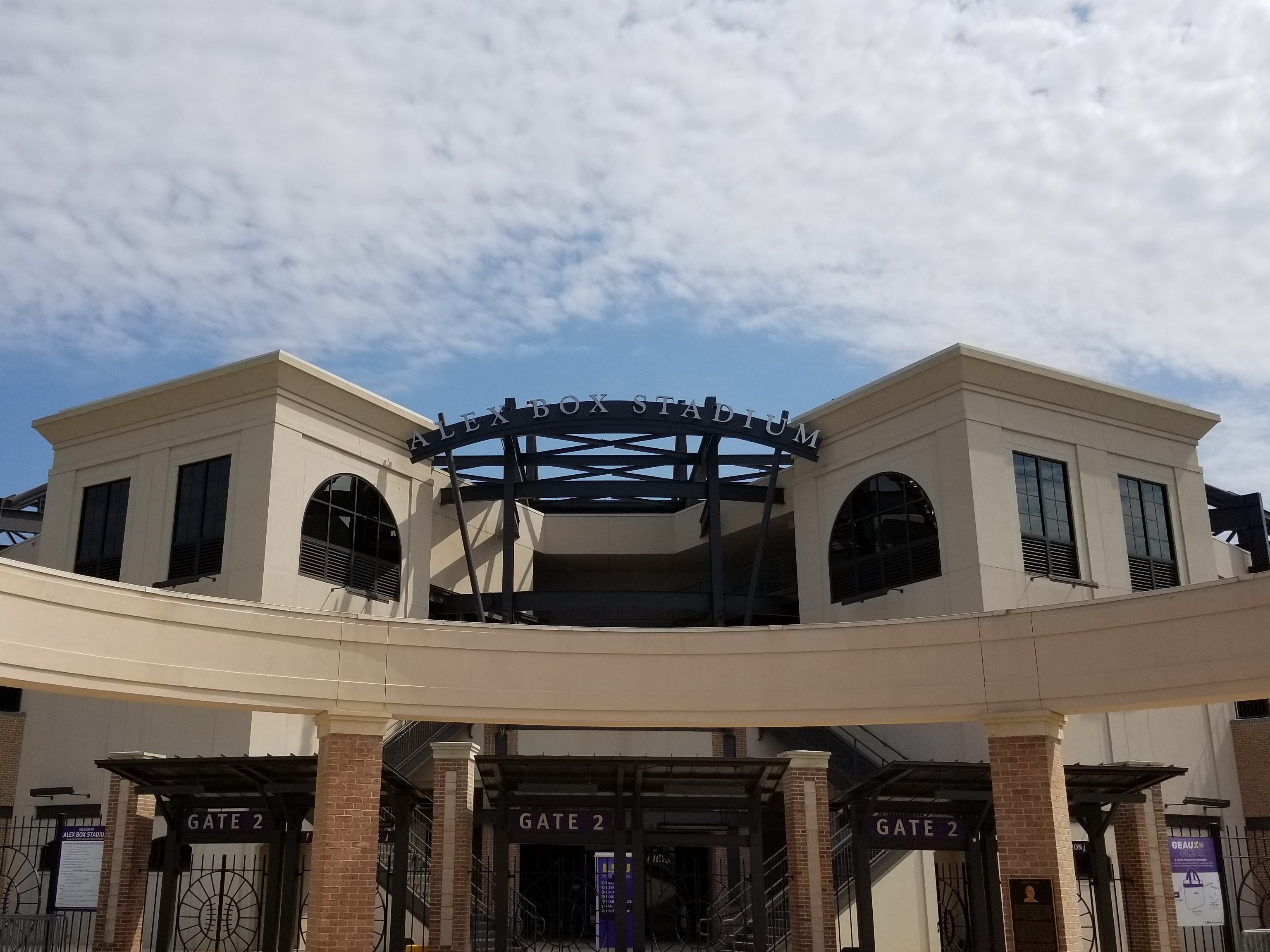
Entrée du stade
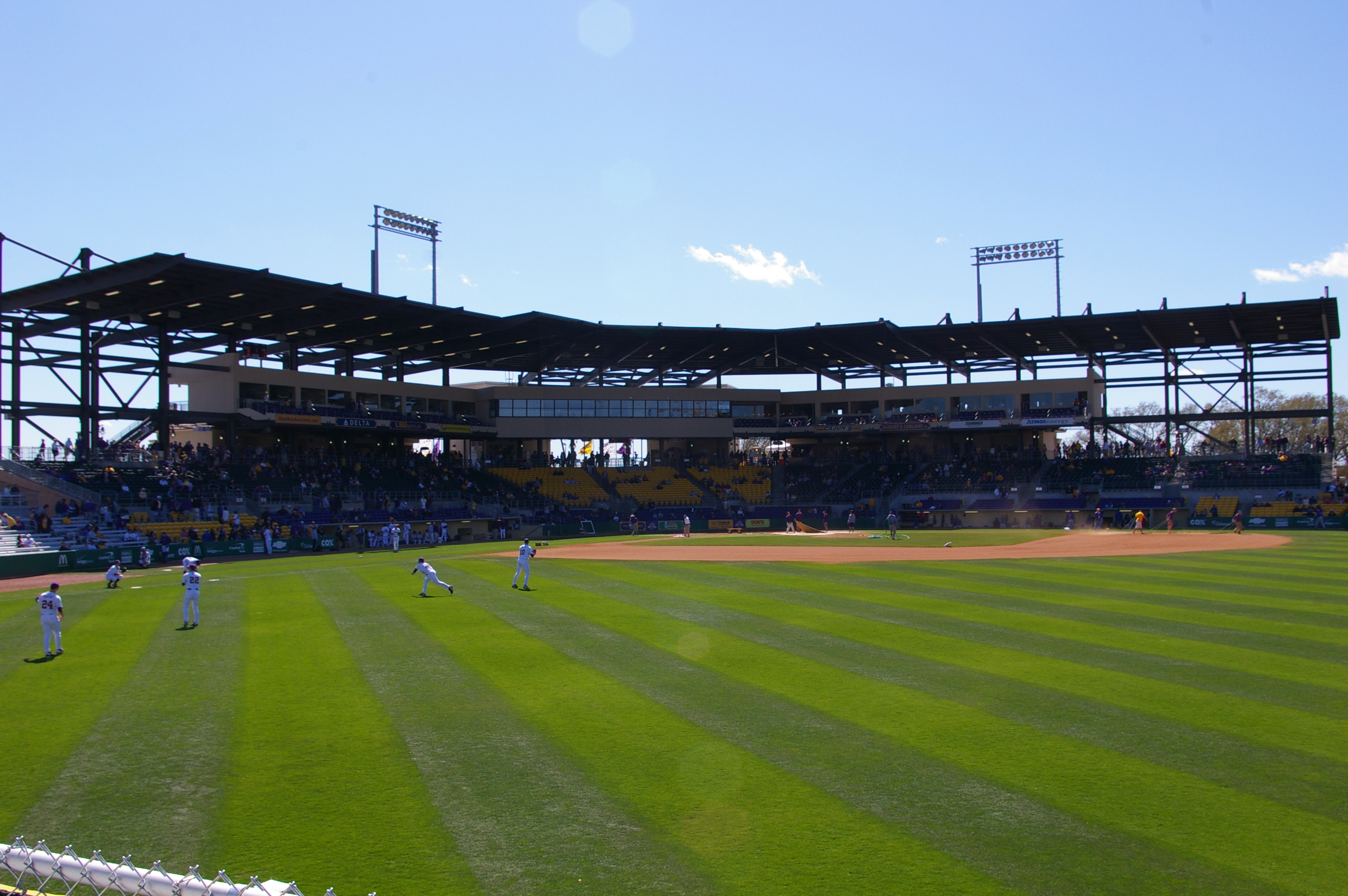
Intérieur du stade
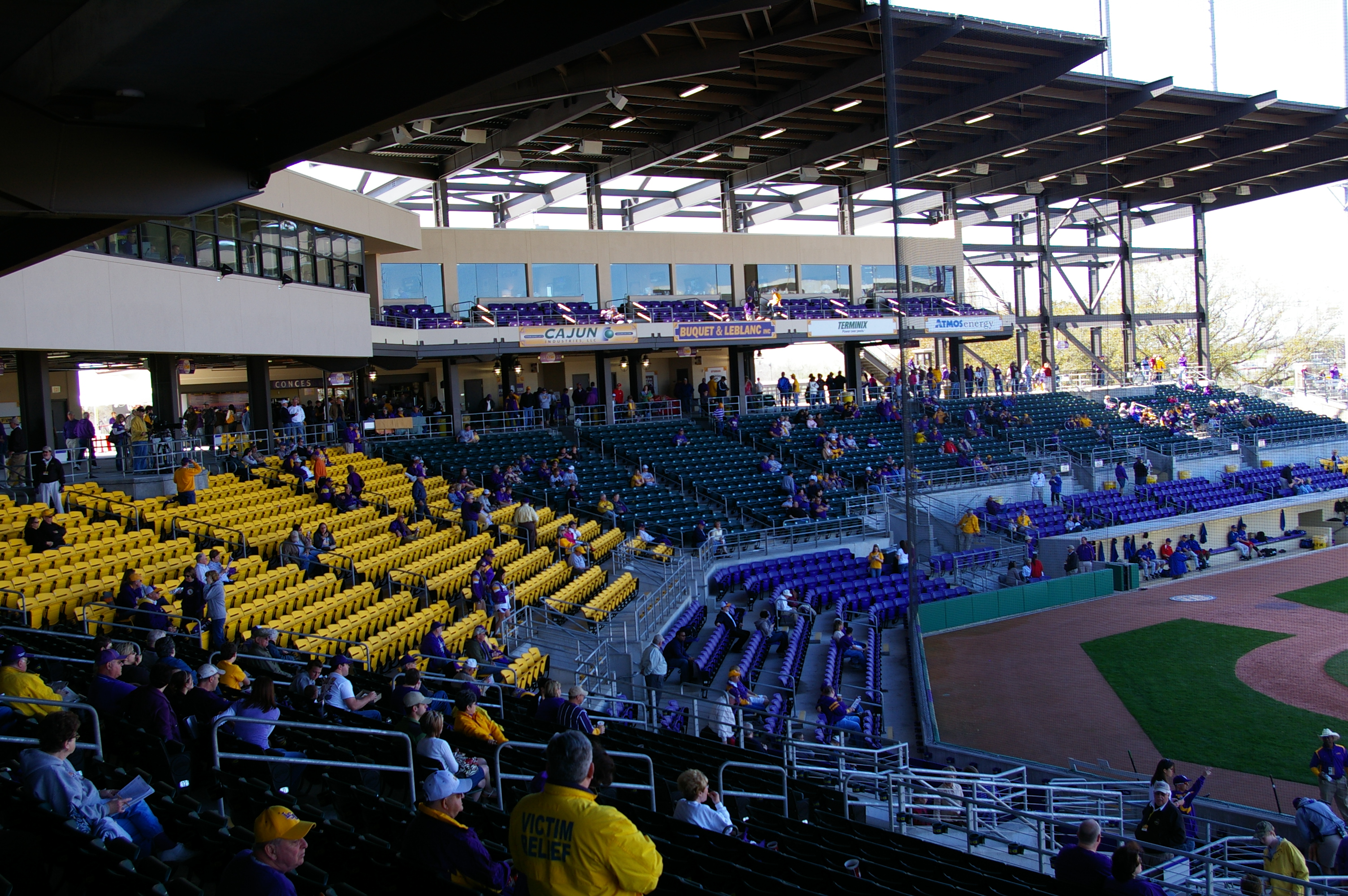
Intérieur du stade
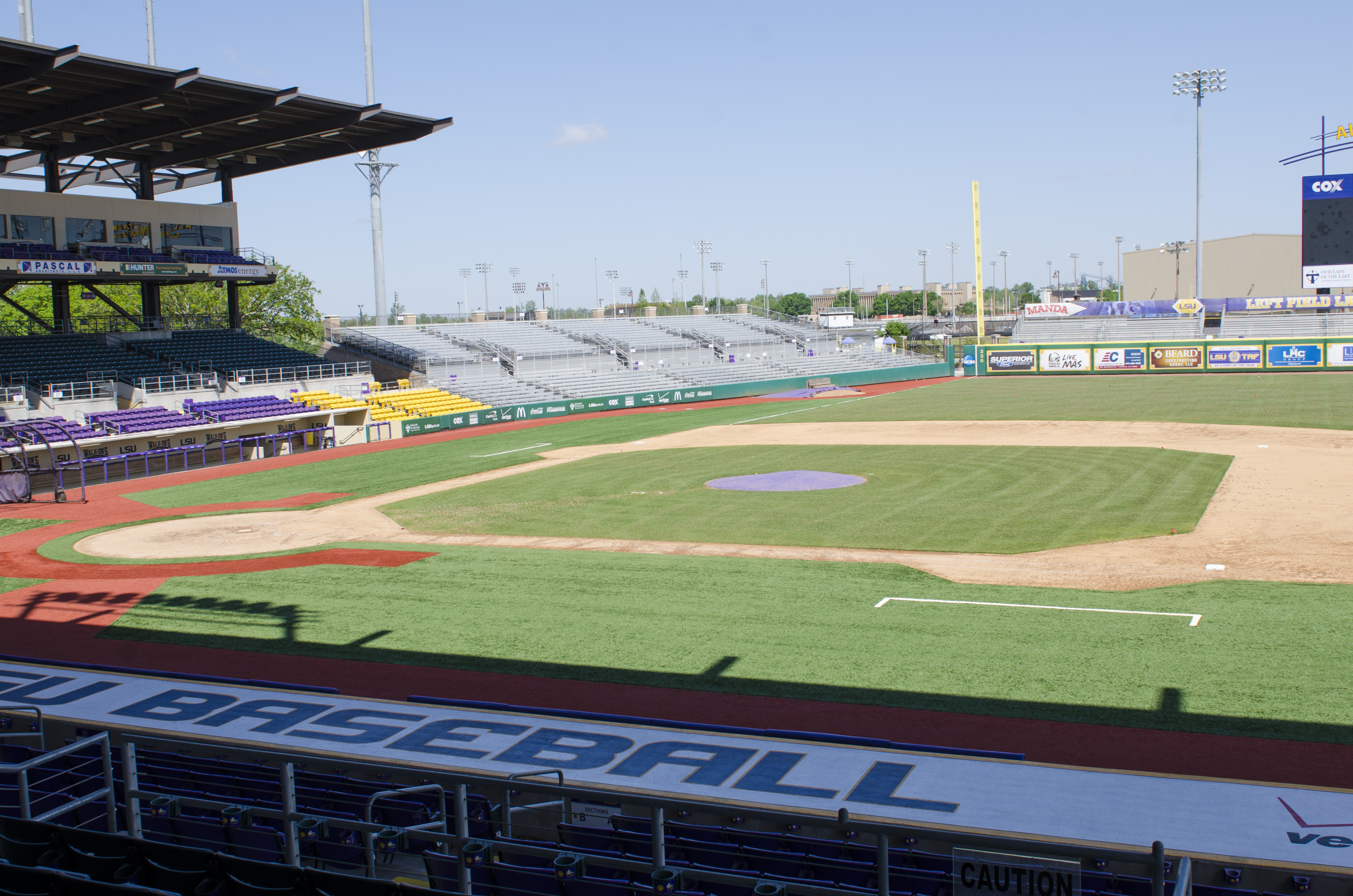
Intérieur du stade
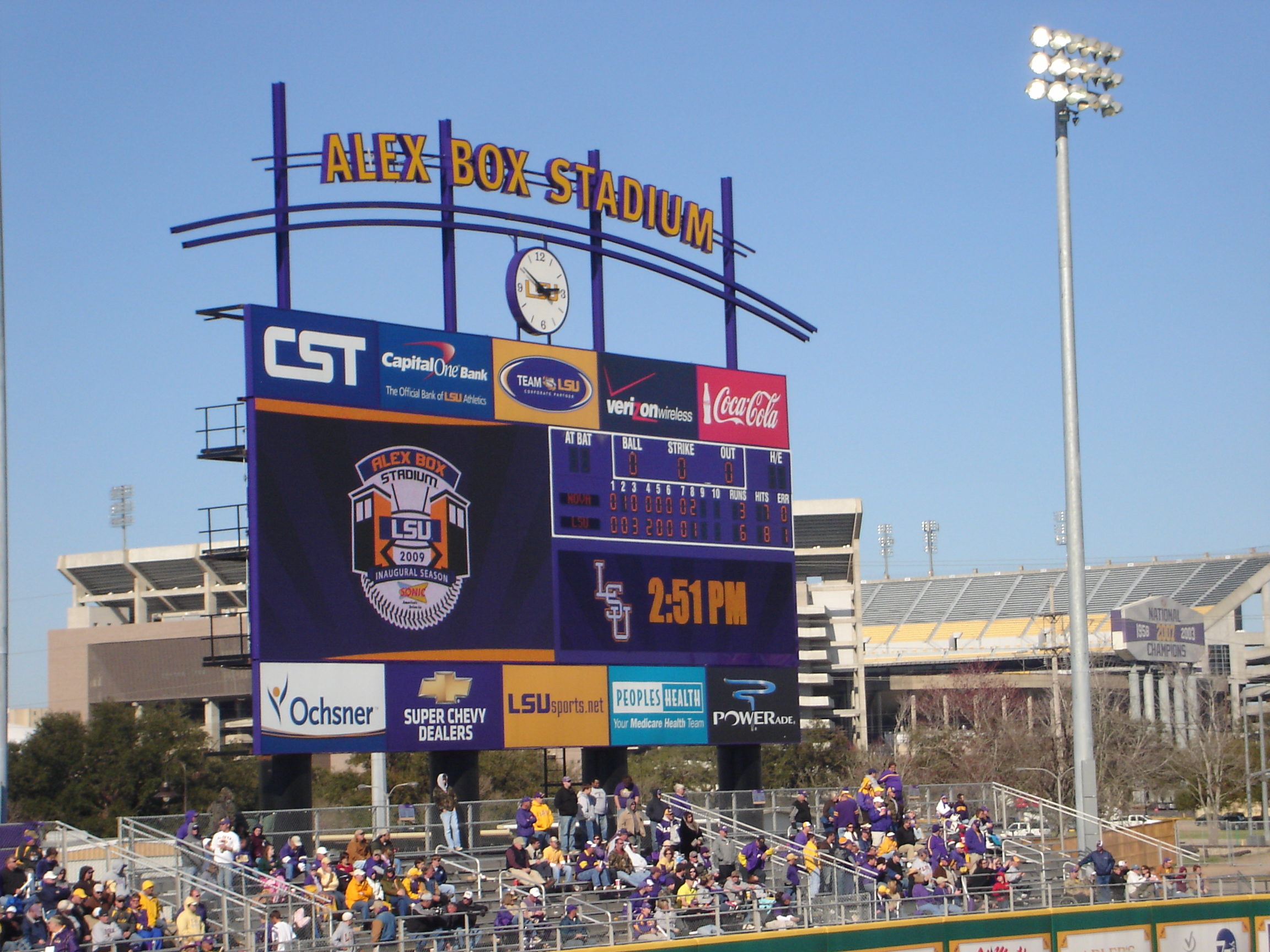
Tableau de bord